# تابارا
تابارا (به اسپانیایی: Tábara) یک شهرستان در اسپانیا است که در استان سامرا واقع شده‌است.